# Europa Cup (vrouwenhandbal) 1975/76
De European Champions Cup 1975/76 was de vijftiende editie van de hoogste handbalcompetitie voor clubs in Europa. Het Joegoslavische Radnicki Beograd won voor de eerste keer de European Champions Cup. Voor het eerst wist een Nederlandse team de finale te bereiken. Mora Swift Roermond verloor de finale met 22-12 en werd daarmee tweede in de European Champions Cup.

## Deelnemers
| CSKA Sofia         | IL Vestar Oslo       | Valur Reykjavik         |
| Inter Bratislava   | Radnicki Beograd     | SF Medina San Sebastian |
| Eintracht Minden   | Admira Landhaus Wien | ASU Lyon                |
| Polisens Stockholm | Hapoel Raanana       | Mora Swift Roermond     |

## Hoofdtoernooi

### Eerste ronde
| Thuisteam               | Uitslagen | Uitslagen | Uit team             |
| ----------------------- | --------- | --------- | -------------------- |
| CSKA Sofia              | 12-11     | 09-11     | IL Vestar Oslo       |
| Inter Bratislava        | 14-23     | 17-24     | Radnicki Beograd     |
| Eintracht Minden        | 15-10     | 09-14     | Admira Landhaus Wien |
| Polisens Stockholm      | 25-06     | 27-07     | Hapoel Raanana       |
| HG Kopenhagen           | 12-07     | 10-09     | Valur Reykjavik      |
| Vrijstelling            |           |           |                      |
| SF Medina San Sebastian |           |           |                      |
| Mora Swift Roermond     |           |           |                      |
| ASU Lyon                |           |           |                      |

### Kwartfinale
| Thuisteam            | Uitslagen | Uitslagen | Uit team                |
| -------------------- | --------- | --------- | ----------------------- |
| IL Vestar Oslo       | 11-12     | 09-20     | Radnicki Beograd        |
| Admira Landhaus Wien | 17-03     | 14-04     | SF Medina San Sebastian |
| Polisens Stockholm   | 24-08     | 21-11     | ASU Lyon                |
| Mora Swift Roermond  | 15-08     | 09-11     | HG Kopenhagen           |

### Halve finale
| Thuisteam           | Uitslagen | Uitslagen | Uit team             |
| ------------------- | --------- | --------- | -------------------- |
| Radnicki Beograd    | 20-07     | 21-09     | Admira Landhaus Wien |
| Mora Swift Roermond | 14-09     | 11-11     | Polisens Stockholm   |

### Finale
| Thuisteam        | Uitslagen | Uit team            |
| ---------------- | --------- | ------------------- |
| Radnicki Beograd | 22-12     | Mora Swift Roermond |